# Partalansaari
Partalansaari är 170 km² stor ö i sjön Pihlajavesi i Saimen i Finland. Partalansaari hör huvudsakligen till Sulkava kommun och dess sydvästra del till Puumala.
I Sulkavarodden som är Finlands största roddevenemang tar sig deltagarna de cirka 60 km runt Partalansaari.
Insjön Kulkemus (5,83 km²) på Partalansaari är den största sjön på en ö i Finland.